# Talsperre Alto Cávado
Die Talsperre Alto Cávado (portugiesisch Barragem do Alto Cávado) liegt in der Region Nord Portugals im Distrikt Vila Real. Sie staut den Cávado zu einem Stausee (port. Albufeira da Barragem do Alto Cávado) auf. Die Kleinstadt Montalegre liegt ungefähr sechs Kilometer nordöstlich der Talsperre. Ungefähr fünf Kilometer flussabwärts befindet sich die Talsperre Paradela.
Die Talsperre wurde 1964 fertiggestellt. Sie ist im Besitz der Companhia Portuguesa de Produção de Electricidade (CPPE).

## Absperrbauwerk
Das Absperrbauwerk ist eine Gewichtsstaumauer mit einer Höhe von 29 m über der Gründungssohle (26 m über dem Flussbett). Die Mauerkrone liegt auf einer Höhe von 906,5 m über dem Meeresspiegel. Die Länge der Mauerkrone beträgt 220 m und ihre Breite 4,74 m. Das Volumen des Bauwerks beträgt 29.000 m³.
Die Staumauer verfügt sowohl über einen Grundablass als auch über eine Hochwasserentlastung. Über den Grundablass können maximal 27 m³/s abgeleitet werden, über die Hochwasserentlastung maximal 410 m³/s.

## Stausee
Beim normalen Stauziel von 901,5 m (maximal 905 m bei Hochwasser) erstreckt sich der Stausee über eine Fläche von rund 0,5 km² und fasst 3,3 Mio. m³ Wasser – davon können 2 Mio. m³ genutzt werden.